# Formiga-da-madeira
A formiga-da-madeira (Formica paralugubris) é uma espécie de formiga que coleta bolas que medem até 7 a 8 milímetros de diâmetro formadas a partir da resina sólida de ávores coníferas e as usam para proteger suas casas contra patógenos de bactérias e cogumelos venenosos.